# Ciudad de México
Ciudad de México (eng. Mexico City), skr. CDMX, najveći je i glavni grad države Meksiko, a ujedno je i istoimena savezna država. Do prije 31. siječnja 2017. bio je savezni distrikt i zbog toga su ga u zemlji često nazivali i México DF ili čak samo DF (DF=Distrito Federal, „savezni distrikt”).
Područje ove metropole smatra se najbrže rastućim na zemlji. Tako snažan rast uzrokuje s jedne strane veliko doseljavanje u Meksiko, a s druge visoka stopa prirodnog prirasta stanovništva. Ciudad de México 1. siječnja 2020. godine imao je 9.209.944 (7,3% stanovništva države Meksiko), a ukupna gradska aglomeracija 22.804.515 stanovnika, što je čini najvećim urbanim područjem u Amerikama i peto u svijetu.
Od 1987. godine povijesno središte Meksika, kao i vodeni vrtovi u njegovoj četvrti Xochimilco, upisani su na UNESCO-ov popis mjesta svjetske baštine u Sjevernoj Americi. Tu je političko, gospodarsko i kulturno središte kao i najvažniji prometni čvor zemlje s brojnim sveučilištima (Ciudad Universitaria, svjetska baština), visokim školama, kazalištima, muzejima i građevinskim spomenicima (Casa Luis Barragán, također svjetska baština). U gradu je i sjedište nadbiskupije.

## Ime grada
Svoj glavni grad Meksikanci najčešće nazivaju México ili El D.F.("El De Effe", zbog starog naziva Distrito Federal). U pismu se koristi akronim CDMX, a u govoru se kaže samo México i uobičajeno je da se to odnosi na grad. Od 31. siječnja 2017. grad postaje 32. saveznom državom pod nazivom La Ciudad de México. Zemlja, odnosno država Meksiko dobila je ime po glavnom gradu. Stanovnici je rijetko nazivaju México, uglavnom kažu La República ili jednostavno La Patria (Domovina). U svijetu se često koristi engleski naziv Mexico City.

## Zemljopisne odlike
Ciudad de México smjestio se na južnom završetku 60 km duge i 100 km široke Meksičke doline koja se nalazi na prosječno 2.308 m nadmorske visine i s tri je strane okružena brdima, između ostalog vulkanima blizancima Popocatépetl i Iztaccíhuatl kao i Sierra Nevadom. Zbog takvog je položaja opasnost od smoga neprekidno vrlo velika. Ciudad de México ima površinu od 1.479 km². Područje metropole (Zona Metropolitana de la Ciudad de Mexico), u koju uz glavni spadaju još i 34 druga grada iz okolice, ima površinu od 4.986 km².
Ovo područje, koje podsjeća na zdjelu, već je stoljećima središte zemlje, davno prije nego što je moglo biti i riječi o nekoj meksičkoj naciji. Dolina je nekada bila ispunjena nizom jezera ali su ih Španjolci uglavnom isušili. Htjeli su smanjiti opasnost od poplava nakon ljetnih kiša i povećati površinu za naseljavanje. Međutim, teren je u gradu još uvijek mekan pa Ciudad de México tone godišnje oko 25 cm.

### Geologija
Ciudad de México nalazi se na području ugroženom potresima. Potresi manjeg i srednjeg intenziteta su redovni. 19. rujna 1985. god. potres snage 8,1 po Richteru s epicentrom u saveznoj državi Michoacán udaljenoj oko 350 km, je po službenim podacima, odnio oko 9.500 ljudskih života, a 30.000 ljudi je ostalo bez krova nad glavom. Prema podacima spasilačkih ekipa broj mrtvih je bio do 45.000. Ukupno je oštećeno 2.800 zgrada, od toga ih se 880 srušilo. Veliki broj žrtava je bio posljedica nekvalitetne gradnje zgrada, a mekana podloga grada je još doprinijela pojačanju efekta potresa.
Istoga dana, ali 32 godine kasnije, 19. rujna 2017. u 13:14 sati, još jedan devastirajući potres pogodio je zemlju i odnio 369 žrtava  Arhivirana inačica izvorne stranice od 3. srpnja 2019. (Wayback Machine) (228 u gradu Meksiku, 74 u Morelosu, 45 u Puebli, 15 u Estado de Mexico, 6 u Guerreru i 7 u Oaxaci. Njegov je epicentar bio u saveznoj državi Morelos, a jačina 7.1 po Richteru. Potres je uzrokovao i velike materijalne gubitke: Ministrica agrarnog, teritorijalnog i urbanog razvoja Rosario Robles potvrdila je 171.494 oštećenih nastambi, od toga 59.866 srušenih do temelja i 111.628 djelomično oštećenih. Savezna država s najvećim brojem oštećenih nastambi bila je Oaxaca (26.949), zatim Chiapas (14.073), Morelos (6.108), Puebla (5.638), Estado de Mexico (2.702), Guerrero (2.485) i CDMX (2.351). Vlada je 2018. godine dodijelila 37.458 milijuna i 228.609 meksičkih pesosa (12,884 milijuna i 429,678 kn) za obnovu štete uzrokovane potresom.

### Klima
Zahvaljujući svom dosta visokom položaju, grad se nalazi u području umjerene klime. Oko podneva je jako vruće samo ljeti, u razdoblju između travnja i lipnja. Od listopada do svibnja je sušno, a od lipnja do rujna kišno razdoblje kad kiša pljušti uglavnom kratko i snažno.
Prosječna godišnja temperatura iznosi 16,5 °C, a prosječna količina padalina je 894 milimetara. Najtopliji mjesec je svibanj s prosjekom od 18,6 °C, a najhladniji prosinac i siječanj s 13,8 °C. Najveća količina kiše padne u kolovozu, i to oko 194 mm, a najmanje u siječnju, samo 10 mm.
Smog predstavlja rastući problem i postaje jednim od simbola grada u ostatku zemlje. U svibnju 2019. čak je obustavljena nastava u svim školama i sveučilištima na području grada zbog vrlo loše kvalitete zraka.

## Povijest

### Razdoblje Asteka
Prema zapisima Asteka (zapravo Méxica, kako su se nazivali astečki stanovnici meksičke doline), oni su osnovali grad 1325. pod imenom Tenochtitlan kad se skupina nomada sa sjevera naselila na otok u jezeru Texcoco. Prema njihovoj predaji, od Huitzilopochtlia su dobili zadatak da zasnuju grad tamo gdje vide orla da sjedi na kaktusu i jede zmiju. I našli su ga - na otoku usred jezera. Orao, zmija i kaktus su centralni motiv današnje Meksičke zastave.
Stvarna povijest naseljavanja je vjerojatno bila ipak malo drugačija. Mali otoci na plitkom jezeru su bili na prvom mjestu strateški dobro izabran položaj, a jezero ih je snabdijevalo ribama. Kako nije bilo dovoljno zemlje za obrađivanje, gradili su splavi (čiji su kreatori bili susjedni Indijanci Xochimilca) na koje su donijeli zemlju i na tako napravljenim umjetnim otocima uzgajali cvijeće i povrće. Otoke, splavi i obalu povezali su nizom nasipa koji su korišteni kako za reguliranje vodostaja jezera, tako su mogli u slučaju potrebe, i sve poplaviti. Osim toga, imali su i mostove koje su u slučaju napada mogli podići pa tako spriječiti neprijatelja da dođe do njih, ali i onemogućiti bijeg.
Grad na otocima je uskoro imao više od 13 km². Asteci su uskoro proširili svoje područje vlasti. Prvo su uz pomoć oružja, intriga i mijenjanjem saveznika osvojili dolinu. Već 100 godina prije konkviste Asteci su vladali ogromnim područjem, trgovina je bila dobro razvijena, a čak su im i vrlo udaljena područja plaćala danak.

### Konkvista
1519. se Hernan Cortes iskrcao sa samo nekoliko storima ljudi na istočnoj obali i krenuo prema Tenochtitlanu. Više okolnosti su mu išle na ruku: posjedovanje vatrenog oružja i efekt šoka koji su na indijance imali jahači (konj je do tada bio u tim krajevima nepoznat, pa su konja i jahača smatrali jednim bićem), podrška plemena s kojima su Azteki bili u neprijateljstvu ili ratu, ali i oklijevanje njihovog vladara Moctezuma II. da im pruži otpor.
Vladar Asteka je bio misaon, duboko religiozan čovjek, koji je u Cortesu vidio bijelog, bradatog boga Quetzalcoatla koji se vratio da ispuni jedno staro proročanstvo. 8.studenog 1519. je pustio Španjolce u grad; istina, sa strahom, ali uz veličanstvenu dobrodošlicu. Cortes i njegovi pratioci su bili zapanjeni pogledom na glavni grad Azteka. Grad na jezeru s 300.000 stanovnika bio je u svakom pogledu ravan bilo kojem europskom velikom gradu tog vremena.
Španjolci su zarobili Montezumu, opljačkali hramove i pobili puno svećenika. Uskoro je gradom zavladalo nezadovoljstvo zbog pasivnosti njihovog vladara i surovosti njegovih gostiju i pobili su dio Španjolaca zajedno sa svojim vladarom. Prema izvješćima Španjolaca, narod je kamenovanjem ubio Montezumu kad je pokušao spriješiti pobunu protiv nezvanih gostiju. Španjolci su uz velike gubitke istjerani iz grada.
Cortes je s nekolicinom svojih ljudi uspio pobjeći, skloniti se kod saveznika u Tlaxcali gdje je sagradio nove brodove, reorganizirao svoje snage i nakon 3 mjeseca opsade uz pomoć savezničkih indijanaca slomio samoubilački otpor Azteka i osvojio grad 13.kolovoza 1521.
Do danas je sjećanje na taj poraz bolno upisano u povijesno sjećanje Meksikanaca. Cortesa ni malo ne vole, ali jednako tako ni Montezumu ni Malinche, Cortesovu prevoditeljicu, kao ni plemena koja su pomogla Cortesu.
Kako je morala biti ogorčena borba za Tenotichtlan vidi se po tome što od nekad cvatuće metropole nije ostalo gotovo ni traga. Jedan Cortesov pratitelj je zapisao: "Sve što sam tada vidio je bilo zgaženo i uništeno; nije ostao ni kamen na kamenu".

### Španjolsko i postkolonijalno doba
Španjolci su pobjedonosno uništavali svaki trag kulture Azteka i gradnjom crkvi i palača na mjestima njihovih hramova i zgrada pokušali uništiti i sjećanje na nju. Utvrdili su se, isušili najveći dio jezera Texcoco i odavde krenuli u osvajanja daleko na sjever do područja današnjih SADa i na jug do Srednje Amerike.
Ciudad de México je 1535. postao glavni grad potkralja Nove Španjolske koja je obuhvaćala sve Španjolske provincije u Americi sjeverno od Kostarike, karipske otoke i Filipine. Španjolska kolonijalna vlast trajala je punih 300 godina. Potkraj 17. stoljeća, u gradu je djelovalo 29 muških i 22 ženska samostana. Škola za Indijance otvorena je 1525., a sveučilište je osnovano 1551. godine. Grad se odlikovao najbogatijom knjižnicom iz kolonijalnog doba. Samostan bosonogih karmelićanki u kojemu je živio i glasoviti romanopisac Mateo Alemán, u 17. stoljeću imao je oko 12 000 naslova. Prvu tiskaru u Americi otvorio je u gradu Juan Cromberger, sin seviljskog monopolista Jacoba, zajedno s Lombarđaninom Juanom Pablosom (Giovanni Paolo). Prema popisu stanovništva Nove Španjolske, koji je potkralj dao provesti 1794. godine, u Ciudad de Méxicu je živjelo 135 000 ljudi.
1810. je pod vodstvom Miguela Hidalga počeo rat za nezavisnost, koji je pobjedonosno završio ulaskom pobunjenika pod vodstvom Augustina de Itrubide u grad 1821.
Tijekom Meksičko-američkog rata Amerikanci su 1847. osvojili grad i držali ga pet mjeseci okupiranim. Zatim su gradom od 1863. do 1867. vladali nadvojvoda Maksimilijan, kao Meksički car, i francuska vojska dok ih iz grada i cijelog Meksika nije 1866. uz pomoć SADa istjerao Benito Juarez, koji je još 1858. bio izabran za predsjednika Meksika.

### Novo razdoblje
Grad se polako širio izvan područja isušenih jezera (diktator Porfirio Diaz je isušio zadnje ostatke jezera Texcoco), ali je položaj u više pogleda nepovoljan za razvoj u moderan grad. Nedovoljno isušene močvare su bile idealne za razvoj malaričnih komaraca, a iz Europe su povremeno stizale bolesti koje su teško pogađale indijansko stanovništvo. Veliki broj zgrada je sve više tonuo u mekanu podlogu.
Za vrijeme revolucije je poginulo gotovo dva milijuna ljudi, a još puno veći broj ih je ostao bez imanja i krova nad glavom. Priliv stanovnika u grad je bio vrlo velik. Tisuće očajnih ljudi je dolazilo u grad koji se industijalizirao u potrazi za poslom i boljim uvjetima života. U vremenu od 1920. do 1940. se broj stanovnika udvostručio i narastao na 1,8 milijuna, a socijalni su se problemi zaoštrvali.
2. listopada 1968. grad je pokazao svoju najokrutniju stranu kada su na gotovo 250.000 studenata koji su demonstrirali protiv loših socijalnih uvjeta, bijednih uvjeta obrazovanja i manjka demokracije izašli tenkovi i vojska. Kako je to bilo samo 10 dana prije svečanog otvaranja Meksičkih ljetnih Olimpijskih igara, demonstracije su ugušene brutalnom silom. Prema službenim podatcima poginulo je 30, a prema izjavama studenata više od 500 ljudi.
1968. je broj stanovnika prešao 6 milijuna, a godišnji rast od 7% nije bilo moguće slijediti ni gradnjom kuća, niti si je većina pridošlica mogla to priuštiti, niti je infrastruktura mogla rasti takvim tempom. Posljedica takvog vrtoglavog rasta je stvaranje slamov divovskih razmjera, s kućicama koje si ljudi sami nekako sklapaju. Većina bez vode i sanitarija. Svaki pokušaj vlasti da situaciju poprave širenjem infrastuktue završava tako, da iza slama, koji se nekako riješi, odmah raste idući.
Prometni problemi su bili više nego ogromni, pa je gradnjom i stalnim širenjem mreže podzemnih željeznica situacija unekoliko olakšana. A rast grada, odnosno broja stanovnika se ne zaustavlja. Prema procjenama svaki dan u grad stiže novih 1.000 ljudi. Kao najgušće naseljeno metropolitansko područje na svijetu, grad neizbježno muče mnogi socijalni i strukturni problemi čije rješenje se u bliskoj budućnosti uopće ne nazire.

## Uprava
Ciudad de México podijeljen je na 16 gradskih okruga: Álvaro Obregón, Azcapotzalco, Benito Juárez, Coyoacán, Cuajimalpa, Cuauhtémoc, Gustavo A. Madero, Iztacalco, Iztapalapa, Magdalena Contreras, Miguel Hidalgo, Milpa Alta, Tláhuac, Tlalpan, Venustiano, Carranza i Xochimilco.
Od prosinca 2000. guverner saveznog distrikta bio je Andres Manuel Lopez Obrador, koji je s tog mjesta odstupio u ljeto 2005. kako bi se mogao kandidirati 2006. za mjesto Predsjednika Meksika. Od 5. prosinca 2006. do 2. prosinca 2012. godine predsjednik saveznog distrikta je Marcelo Ebrard Casaubon. Nakon njega vlast preuzima Miguel Ángel Mancera (5. prosinca 2012. – 29. ožujka 2018.)
Aktualna prva žena grada (od 1. prosinca 2018.) zove se Claudia Sheinbaum iz lijevo orijentirane političke stranke Morena koju je 2011. godine osnovao upravo Andrés Manuel López Obrador, aktualni predsjednik Meksika. Sheinbaum je prva žena demokratskim putem izabrana za guvernera u povijesti grada, 1. srpnja 2018. godine na lokalnim izborima.

## Kultura i znamenitosti
Povijesna jezgra grada je Ustavni trg ili Zocalo koji se nalazi na mjestu gdje je nekada bila palača Astečkog vladara Montezume II. (1465. – 1520.). Okružen je objektima sagrađenim između 1573. i 1792. god. Povijesno središte grada Meksika je od 1987. god. na UNESCOvom popisu svjetske baštine. Metropolitanska katedrala Mexico Cityja je najveća i najstarija katedrala u Americi.
Pored njih u gradu se nalaze još dva spomenika svjetske baštine, Casa Luis Barragán i Ciudad Universitaria, koji su zasebno upisani kao jedinstvena djela moderne arhitekture u kojima su spojene težnje internacionalnog stila i tradicijske meksičke umjetnosti.
Kazališna scena je u gradu Meksiko vrlo razvijena i ima prosvjetiteljsku i društveno-političku ulogu, prezentiranu širokom lepezom suvremenih dramatičara. Jedan od najpoznatijih i najvažnijih kulturnih centarara u srcu grada je 1934. dovršeni Palacio de Bellas Artes (palača lijepih umjetnosti). I nacionalni folklorni ansambli sa svojim predstavama su značajni dio kulturne scene u gradu.
Pored kazališta, u gradu postoji čitav niz muzeja od kojih svakako treba spomenuti Museo Nacional de Antropologia (Nacionalni antropološki muzej) s najvažnijom zbirkom pretkolumbovske baštine Meksika koju se smatra jednom od značajnijih zbirki te vrste na svijetu.
Meksiko je u svijetu poznat po svojoj glazbenoj tradiciji. Shodno tome, i grad je prepun takvih događanja. Vrlo zanimljiva priredba se odvija na trgu Garibaldi, gdje se svaki dan okupe stotine glazbenika koji sviraju glazbu marijačija. Sastave u pravilu čini grupa od četiri violine, tri trube koje su u pravilu malo po strani, tri do četiri gitarista i jedan pjevač.

### Parkovi
I jedan park je na UNESCO-ovom popisu svjetske baštine. To je park Xochimilco, nazvan i "plutajući vrtovi" (na nahuatlu Xochimilco znači "mjesto gdje raste cvijeće"). Podigli su ih Indijanci Xochimilca, a 1990. god. su proglašeni eko-parkom. Ni jedna druga gradska četvrt ne podsjeća tako snažno na negdašnji Tehnochtitlan kao Xochimilco sa svojim plivajućim trgovinama, tržnicama i bojama. Pored njega, u gradu postoji još niz drugih parkova, no ovaj je svakako najpoznatiji i turistima najprivlačniji.

### Teotihuacan
Teotihuacan su iskopine ostataka grada s ogromnim piramidama, oko 40 km sjeveroistočno od grada Meksika. To su ostatci vladajuće kulture t.zv. "klasičnog" razdoblja prethodnika aztečkog carstva u tom području. Tu je živjelo oko 300.000 ljudi čiji se utjecaj prostirao preko čitave zemlje i daleko na jug, sve do područja Maya na poluotoku Yucatan, pa čak do Gvatemale.
Na vrhuncu snage Teotihuacan je sa svojih 75 hramova i 600 radionica vjerojatno bio najmoćnije ljudsko naselje pretkolumbovskog razdoblja. Oko 200. pr. Kr. sagrađene su njegova najvažnija obilježja, Sunčeva piramida (najveća u Americi), Mjesečeva piramida i Avenija mrtvih. Grad pokriva 23 km², od čega samo ceremonijalni centar ima 4 km². Piramide su tako divovske, da ih se prije iskapanja smatralo brdima.

## Gospodarstvo i infrastruktura
Više od polovine industrijske proizvodnje nastaje u samom gradu ili njegovoj neposrednoj okolici. Tu se proizvode lijekovi, kemikalije, tekstil, elektronika, čelik i prometna sredstva kao i različiti prehrambeni proizvodi i proizvodi lake industrije.
Gospodarstvo glavnog grada je zadnjih godina značajno deregulirano i privatizirano. Privatne firme su sve dominantnije a privodi se kraju i privatizacija željeznica, zračnih luka i banaka. Napreduje i liberalizacija u energetskom sektoru, dok reforme u području Telekomunikacija i petrokemije još predstoje.  Gradska burza je jedna od najvećih u Latinskoj Americi. Gospodarski rast je oko 5 % a nezaposlenost 4 %, ali usprkos tomu jedna trećina stanovnika živi ispod granice siromaštva.
Međunarodna zračna luka Benito Juarez je dosegla granice svog kapaciteta, a i nalazi se unutar granica grada. Međutim, još se ne nazire rješenje odnosno gradnja nove zračne luke.

## Općine
- Alvaro Obregón
- Azcapotzalco
- Benito Juárez
- Coyoacán
- Cuajimalpa de Morelos
- Cuauhtémoc
- Gustavo A. Madero
- Iztacalco
- Iztapalapa
- La Magdalena Contreras
- Miguel Hidalgo
- Milpa Alta
- Tláhuac
- Tlalpan
- Venustiano Carranza
- Xochimilco

## Gradovi partneri
| - Arequipa, Peru - Atena, Grčka - Bejrut, Libanon - Berlin, Njemačka (zbratimljeni 1993.) - Buenos Aires, Argentina (zbratimljeni 2006.) - Cádiz, Španjolska (zbratimljeni 2009.) - Caracas, Venecuela - Chicago, SAD - Ciudad Juárez, Meksiko - Cuzco, Peru (zbratimljeni 1987.) - Dolores Hidalgo, Meksiko (zbratimljeni 2008.) - Guatemala, Gvatemala (zbratimljeni 1998.) - Havana, Kuba (zbratimljeni 1997.) - Istanbul, Turska | - Kairo, Egipat - Kalinjingrad, Rusija - La Paz, Bolivija - Lima, Peru - Lisabon, Portugal - Los Angeles, SAD (zbratimljeni 1969.) - Madrid, Španjolska (zbratimljeni 1983.) - Malmö, Švedska - Manila, Filipini - Nagoya, Japan (zbratimljeni 1978.) - Nikozija, Cipar - Panama, Panama - Pariz, Francuska | - Peking, NR Kina - Ranchi, Indija - Rio de Janeiro, Brazil - Rim, Italija - Rosario, Argentina (zbratimljeni 2010.) - Santiago de Chile, Čile - São Paulo, Brazil - San Salvador, Salvador (zbratimljeni 1979.) - Seul, Južna Koreja (zbratimljeni 1993.) - Stuttgart, Njemačka - Sydney, Australija - Tel Aviv, Izrael - Toronto, Kanada |

## Vanjske poveznice
- Život u Meksiku, Hrvati u Meksiku  Arhivirana inačica izvorne stranice od 26. rujna 2011. (Wayback Machine) na meksiko.com.hr
- Mexico City i Teotihuacan  Arhivirana inačica izvorne stranice od 18. siječnja 2012. (Wayback Machine) na svjetskiputnik.hr
- CIUDAD DE MEXICO - grad izvan granica mašte! na O57info.hr